# Saxifraga granulifera
Saxifraga granulifera är en stenbräckeväxtart som beskrevs av H. Sm.. Saxifraga granulifera ingår i Bräckesläktet som ingår i familjen stenbräckeväxter. Inga underarter finns listade i Catalogue of Life.